# أمامزادة ذوالفقار (حسين أباد كردها)
أمامزادة ذوالفقار (بالإنجليزية: Emamzadeh Zualfaqar)‏ هي منطقة سكنية تقع في إيران في البلدة المركزية. يقدر عدد سكانها بـ 13 نسمة .